# Villa Unión, Tabasco
Villa Unión är en ort i Mexiko.   Den ligger i kommunen Centro och delstaten Tabasco, i den sydöstra delen av landet, 700 km öster om huvudstaden Mexico City. Villa Unión ligger 16 meter över havet och antalet invånare är 311.
Terrängen runt Villa Unión är mycket platt. Runt Villa Unión är det tätbefolkat, med 442 invånare per kvadratkilometer. Närmaste större samhälle är Villahermosa, 14,5 km sydväst om Villa Unión. Trakten runt Villa Unión består till största delen av jordbruksmark.